# Evelin König

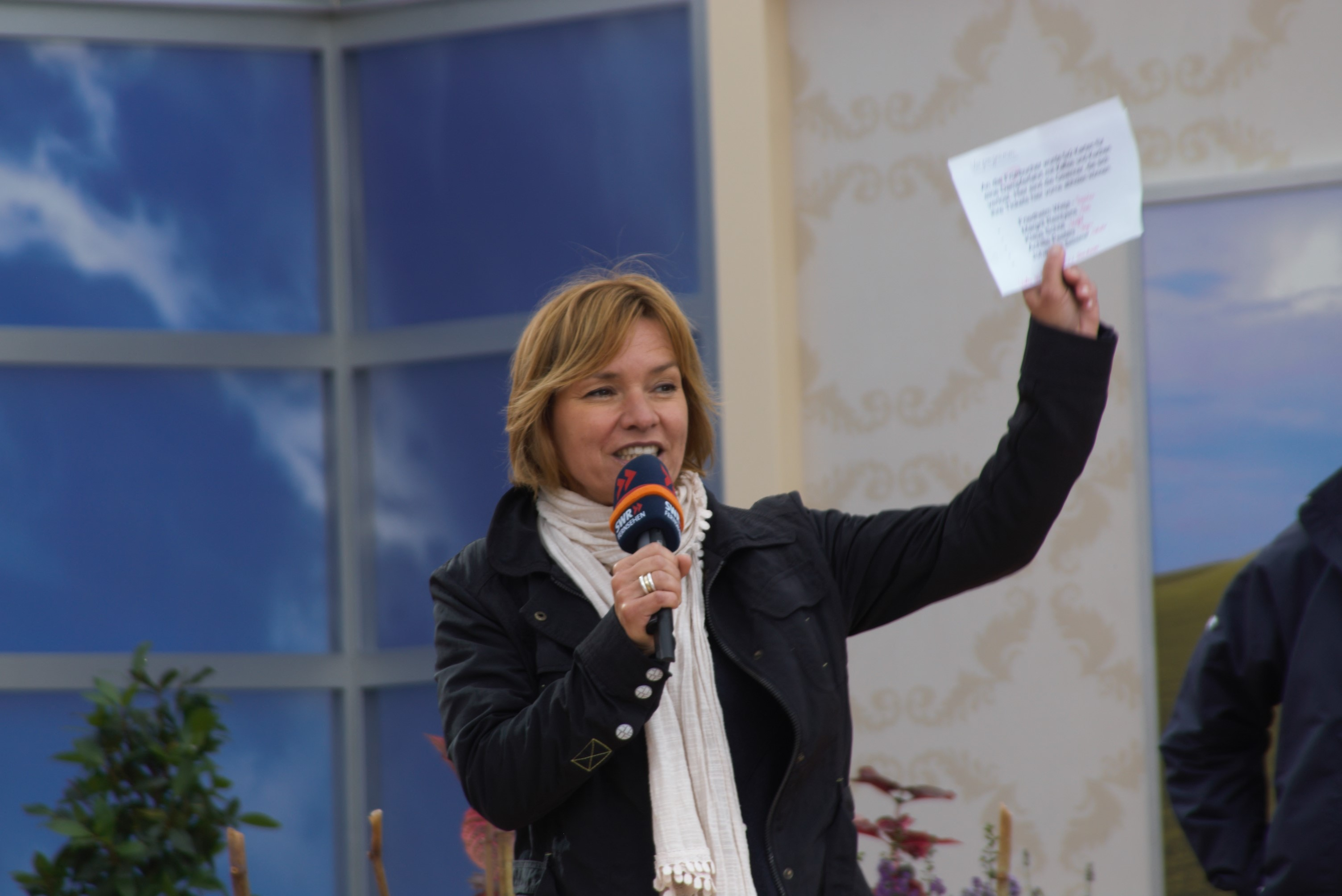
Evelin König auf dem ARD-Buffet Wandertag 2011

Evelin König (* 1966 in Saulgau) ist eine deutsche Fernsehmoderatorin und Journalistin.

## Werdegang
Evelin König absolvierte ein Volontariat beim Südwestfunk, nachdem sie bereits während ihres Studiums der Kulturwissenschaften, Kunstgeschichte und Germanistik in Tübingen als Reporterin beim Südwestfunk in Baden-Baden und in Tübingen gearbeitet hatte. König präsentierte regelmäßig die Nachrichtensendung Baden-Württemberg aktuell beim SWR Fernsehen. Dort arbeitet sie als Reporterin und Moderatorin für verschiedene Sendungen aus den Bereichen Service und Kultur. Unter anderem stand sie für Sondersendungen vor der Kamera, wie die 33-stündige Live-Reportage aus der Eiger-Nordwand im Jahr 1999. Von 1998 bis 2024 moderierte Evelin König im Wechsel mit anderen Moderatoren die werktägliche Sendung ARD-Buffet im Ersten. Von März 2008 bis 2014 moderierte sie außerdem die Sendung Kochkunst mit Vincent Klink. Seit Juni 2015 präsentiert sie die Sendung Kaffee oder Tee im SWR Fernsehen.

## Privat
Evelin König ist mit dem Radiomoderator Michael Wirbitzky verheiratet und hat zwei Söhne (geb. 2001 und 2004).